# Isabel Sola Gurpegui
Isabel Sola Gurpegui (San Adrián, Navarra, 1967) és una biòloga espanyola experta en coronavirus.
Graduada en Biologia per la Universitat de Navarra, amb Premi Extraordinari de Llicenciatura, i amb un màster en Enginyeria biomèdica, es doctorà, amb una tesi sobre els coronavirus, a la Universitat Autònoma de Madrid. La seva tesi va obtenir el Premi de Laboratoris Hipra a la millor tesi doctoral en Sanitat Animal.
Solà és coinventora de tres patents sobre el desenvolupament de vectors infectius derivats de coronavirus i les seves aplicacions, de les quals va ser premiada en el I Concurs de Patents Madrid + D. Des de 1998 és investigadora del Centre Nacional de Biotecnologia (CSIC- UAMC). També és professora dels cursos de doctorat en el programa de Biologia Molecular de la Universitat Autònoma de Madrid.
És una de les persones que més sap de coronavirus en Espanya. És codirectora del grup de coronavirus del Centre Nacional de Biotecnologia, adscrit al Consell Superior d'Investigacions Científiques (CSIC), únic laboratori d'Espanya que investiga amb els coronavirus. El seu treball se centra a identificar, analitzar i descobrir virus i investigar com afrontar-les. Per tal de saber què fer i com reaccionar quan apareix un virus mortal, o potencialment perillós. En aquest sentit, lidera, juntament amb Luís Enjuanes Sánchez i Sonia Zúñiga, la cerca de la vacuna i dels fàrmacs antivirals per enfrontar-se a la Covid-19.